# Weverse
Weverse (koreanisch 위버스) ist eine südkoreanische mobile App und Webplattform, die vom südkoreanischen Unterhaltungsunternehmen Hybe Corporation entwickelt und 2019 veröffentlicht wurde. Die App ist auf das Hosting von Multimedia-Inhalten, den Verkauf von künstlerbezogenen Waren, Inhaltsabonnements und die Kommunikation zwischen Künstlern und Fans spezialisiert. Weverse hostet eine Vielzahl kostenloser und kostenpflichtiger Inhalte, darunter Lehr- und Unterhaltungsvideos, Updates im Stil von Instagram-Storys sowie Interaktionen und Communities zwischen Künstlern und Fans, in denen Benutzer miteinander in Kontakt treten können. Die App wird auch verwendet, um offizielle Erklärungen der Hybe Corporation (ehemals Big Hit Entertainment) im Namen von Künstlern zu veröffentlichen, die bei ihren Labels unter Vertrag stehen. Im Jahr 2023 hatte Weverse über 10 Millionen monatliche Nutzer.

## Entwicklung
Die App wurde von der Weverse Company (ehemals beNX) entwickelt, einem Technologie-Tochterunternehmen der Hybe Corporation. Die Weverse Company ist auf digitale Plattformen und Kundenservice spezialisiert. Laut Seo Woo-seok, dem damaligen Präsidenten der Weverse Company, wurde die App entwickelt, um K-Pop-Künstlern eine Plattform zu bieten, mit der sie „auf einer tieferen Ebene“ mit ihren Fans interagieren können als bei YouTube oder X (Twitter). Der damalige Co-CEO der Hybe Corporation, Lenzo Yoon, bezeichnete die App als „One-Stop-Service innerhalb der Musikbranche“.
Laut Jenny Zha, CEO der Digital-Media-Beratungsfirma Infinitize, müssen sich K-Pop-„Marktführer wie BTS“, die eine beträchtliche Fangemeinde angehäuft haben, nicht mehr darauf konzentrieren, entdeckt zu werden, sondern vielmehr auf die Monetarisierung und den Besitz ihrer Inhalte. Zha erklärte in einem Interview mit Billboard, dass „Labels [...] einen Vermögenswert schaffen wollen, den sie besitzen und für andere Künstler und Unternehmungen mobilisieren können, weil sie wissen, dass die Fans dorthin folgen werden, wo die Inhalte sind. Das schafft langfristig mehr Sicherheit für das Label.“
Die Hybe Corporation startete im Juni 2019 die E-Commerce-Plattform Weply. Aus dieser wurde später die App Weverse Shop.
Die Nachricht von der Entwicklung der Weverse-App wurde erstmals im Oktober 2019 durch eine Werbung angekündigt, die zu Beginn der dreitägigen Love Yourself: Speak Yourself-Stadiontour von BTS in Seoul gezeigt wurde. Diese Werbung wurde gleichzeitig für 130.000 Konzertbesucher vor Ort sowie für Zuschauer per Live-Stream und in Kinos gezeigt.
Am 27. Januar 2021 gab die Naver Corporation die Übertragung ihres V-Live-Dienstes an die Weverse Company und dessen Integration in die Weverse-Plattform bekannt. Am 1. Januar 2023 wurde der V-Live-Dienst offiziell eingestellt.

## Plattformen und Inhalte

App-Logo von Weverse

Weverse ist derzeit als Website und als gleichnamige auf E-Commerce, Unterhaltung und Kommunikation ausgerichtete App verfügbar. Die App ist kostenlos für Android im Google Play Store, iOS im Apple App Store und für Fire TV, Samsung Smart TV, LG Smart TV, Android TV und Apple TV in den jeweiligen App Stores erhältlich. Die Web- und App-Plattformen hosten eine Vielzahl von kostenlosen und abonnementpflichtigen Inhalten, darunter Videos, Updates im Stil von Instagram-Storys sowie Interaktionen und Communities zwischen Künstlern und Fans, in denen Benutzer miteinander in Kontakt treten können. Communities von Künstlern, die nicht mehr aktiv sind oder sich aufgelöst haben (z. B. GFriend, Nu’Est), bleiben auf Weverse geöffnet und vorhandene Inhalte können weiterhin angezeigt werden, aber Funktionen wie das Erstellen neuer Beiträge und das Bearbeiten von Profilen sind deaktiviert.
Abonnements für einzelne auf Weverse gehostete Serien sowie Fan-Mitgliedschaften und Merchandising für die verschiedenen Künstler, die die Plattform nutzen, konnten ursprünglich über die Weverse Shop-App und -Website erworben werden. Nach der Integration aller Shop-Funktionen und -Dienste in die Weverse-App wurde die Weverse Shop-App am 7. Mai 2024 eingestellt.

## Künstler
Tomorrow X Together (TXT) war die erste K-Pop-Gruppe, die sich am 11. Juni 2019 der frühesten Version von Weverse anschloss. BTS folgte am 1. Juli 2019, GFriend am 1. August 2019. Seitdem haben verschiedene Künstler bei Weverse unterschrieben (z. B. Seventeen, Boynextdoor, Le Sserafim), auch im Rahmen von Joint-Venture-Projekten gegründete Gruppen (z. B. Enhypen) sind beigetreten.
Nachdem Big Hit Entertainment in YG Plus investiert hatte, traten Künstler von YG Entertainment (z. B. Blackpink, Treasure und Winner) der Plattform im Jahr 2021 bei. Internationale Künstler der Universal Music Group (z. B. Alexander 23, Gracie Abrams, Jeremy Zucker, New Hope Club) nutzen die Plattform ebenfalls im Rahmen einer im selben Jahr geschlossenen formellen Partnerschaft mit der Hybe Corporation.
Künstler von SM Entertainment traten der Plattform am 12. September 2023 bei und wechselten von der eigenen Plattform des Labels, Kwangya Club, als Teil einer Vereinbarung zwischen SM Entertainment, Hybe Corporation und Kakao Entertainment Anfang 2023 nach dem Streit um die Rechte an der Verwaltung von SM Entertainment.
Zu den japanischen Künstlern auf der Plattform gehören unter anderem AKB48, XG, Yoasobi und Yurina Hirate.

### Auf Weverse gelistete Künstler
Stand 20. August 2025
- 10CM, 2hollies, 3YE, 82Major, &Team
- Aeoen, Aespa, Ahof, AKB48, AKMU, Alexander 23, Ampers&One, Apink, Ariana Grande, Arin, ARrC, Ayumu Imazu
- B1A4, Babymonster, Baekho, Baekhyun, BamBam, Bang Yedam, Bibi, BigBang, Billlie, Blackpink, Blitzers, BoA, Boynextdoor, BTS, Bullet Train, Byon Woo-seok
- Chanmina, Chen, Choi Soo-ho, Chuu, Classy, Close Your Eyes, CNblue
- Dazbee, dearAlice, Dragon Pony, Dreamcatcher, Drippin, Dua Lipa, DXMON
- Eill, E’Last, Enhypen, Exo
- Fifty Fifty, F.T. Island
- Girls’ Generation, Golden Child, Gracie Abrams
- Hearts2Hearts, Hebi, Hi-Fi Un!corn, Hong Seok, Hwang Min-hyun, Hyeri, Hyolyn
- i-dle, Illit, Imase, Irisé
- JD1, Jennie, Jeong Sun-ah, Jeremy Zucker, Just B, JVKE
- Kangta, Katseye, Kawaii Lab., Kim Jae-joong, Kim Jun-su, Kim Myungssol, Kim Se-jeong, Kim Seon-ho, Kim Woo-jin, Kino, Kwon Eun-bi, Khuhyun
- Lauv, Lee Jin-hyuk, Lee Junho, Lee Soo-hyuk, Lee Sung-kyoung, Le Sserafim, Lienel, Lightsum, Lucas, Lun8
- Max, Megan Thee Stallion, MGA, Min Kyoung-ah, Minzy, Mun Ka-young
- NCT 127, NCT Dream, NCT Wish, New Hope Club, NewJeans, Nightly, Noa, Nowz, n.SSign
- Oh My Girl, One N’ Only, ONF
- P1Harmony, Park Bo-young, Park Seo-ham, Pase A La Fama, Pentagon, Plave
- Qwer
- Red Velvet, Riize, Rocket Punch, Ro Woon
- Santos Bravos, Say My Name, Secret Number, Seventeen, Shinee, Shingo Katori, Shin Sae-kyeong, Son Dong-pyo, Son Na-eun, Stayc, Sunmi, Super Dragon, Super Junior, Syudou
- Tempest, The Boyz, The Kid Laroy, The Kingdom, The New Six, Thuy, Tiot, Tomorrow X Together, Treasure, Tri.be, TVXQ, TWS
- Umi, Unis
- VIXX, VVUP
- WayV, Whee In, Whib, Winner, Wooah, Wooseok
- Xiumin, XngHan&Xoul
- Yoasobi, Yoon San-ha, Youngtak, Yuju, Yuto Adachi
- Zico